# ウィリアム・ジェレミア・タトル
ウィリアム・ジェレミア・タトル（英: William Jeremiah Tuttle、1882年2月21日 - 1930年2月22日）は、アメリカ合衆国の競泳、水球選手。
イリノイ州シカゴ生まれ。1904年セントルイスオリンピックに出場し、競泳4×50ヤード自由形リレーチームの一員として、また、水球でもシカゴ体育協会水球チームの一員として2個の銀メダルを獲得した。カリフォルニア州ロサンゼルスにて没した。